# Elvis’ Golden Records
Elvis’ Golden Records — альбом американского певца Элвиса Пресли; представляет собой собрание хит-синглов 1956—57 гг. Это первый сборник Пресли (позже в том же формате — компиляции последних хит-синглов — вышло ещё 4 выпуска). Альбом занял 3-е место в американском хит-параде.
В 1997 году вышло расширенное издание, в которое дополнительно включены 6 песен с других синглов.

## Список композиций

### Оригинальная версия (1958)
1. Hound Dog
2. Loving You
3. All Shook Up
4. Heartbreak Hotel
5. Jailhouse Rock
6. Love Me
7. Too Much
8. Don’t Be Cruel
9. That’s When Your Heartaches Begin
10. (Let Me Be Your) Teddy Bear
11. Love Me Tender
12. Treat Me Nice
13. Any Way You Want Me (That’s How I Will Be)
14. I Want You, I Need You, I Love You

Форматы: грампластинка, компакт-диск, аудиокассета

### Расширенная версия (1997)
1. Hound Dog
2. Loving You
3. All Shook Up
4. Heartbreak Hotel
5. Jailhouse Rock
6. Love Me
7. Too Much
8. Don’t Be Cruel
9. That’s When Your Heartaches Begin
10. (Let Me Be Your) Teddy Bear
11. Love Me Tender
12. Treat Me Nice
13. Any Way You Want Me (That’s How I Will Be)
14. I Want You, I Need You, I Love You
15. My Baby Left Me
16. I Was The One
17. That's All Right
18. Baby, Let’s Play House
19. Mystery Train
20. Blue Suede Shoes

Форматы: компакт-диск